# Lauvøya (Vikna)
Lauvøya est une île habitée de la commune de Nærøysund , en mer de Norvège dans le comté de Trøndelag en Norvège.

## Description
L'île de 7,5 km2 est située au nord-est de l'archipel de Vikna. Elle se trouve à environ 6 km au nord de Rørvik, et au nord-ouest de l'île d'Inner-Vikna. l'île de Gjerdinga (dans la municipalité de Nærøy) se trouve aussi au nord-est.
L'île est relativement plate et contient deux lacs et quelques étangs. Elle est reliée à Inner-Vikna par le pont de Lauvøya.

## Galerie

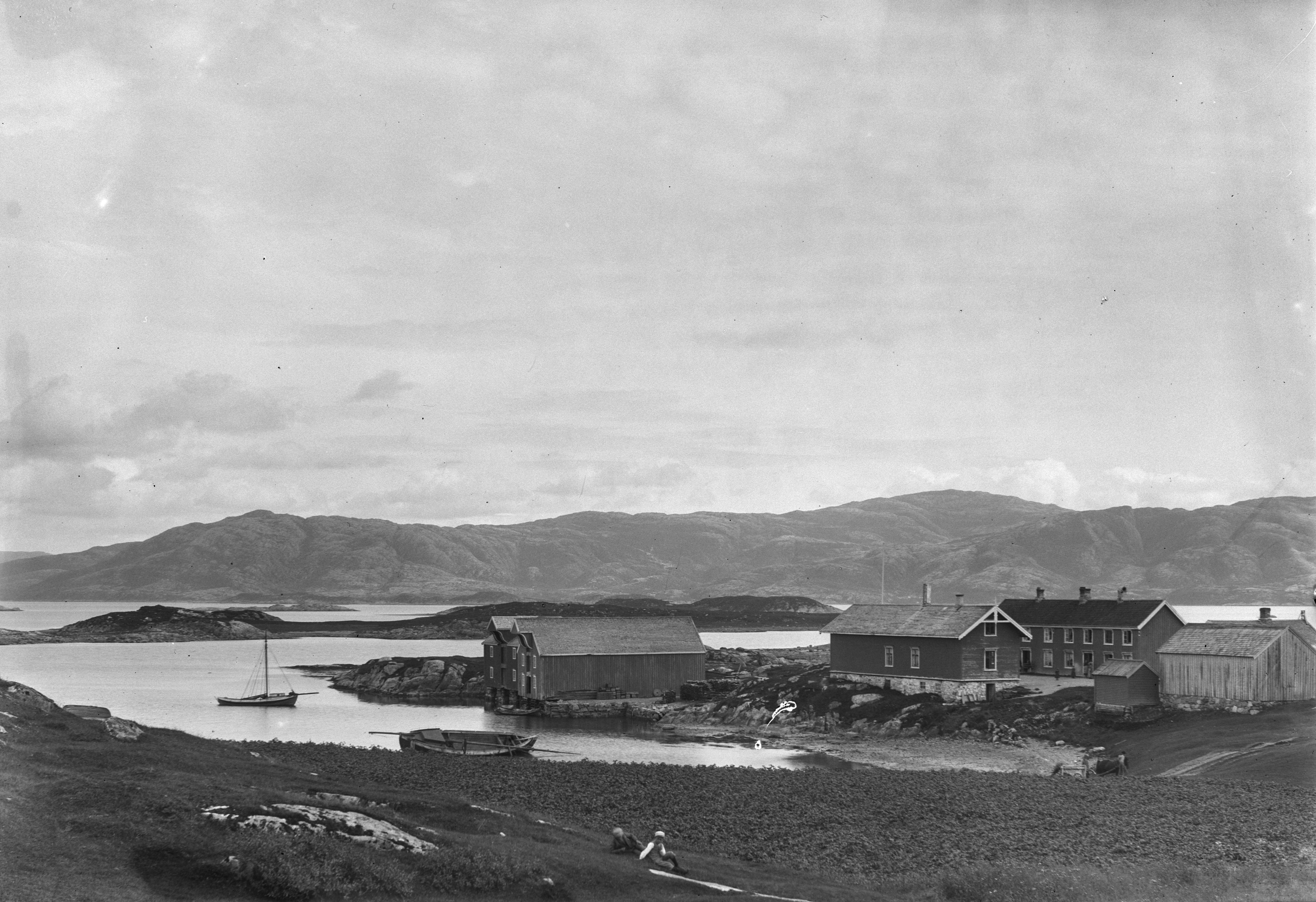
Dans les années 1900
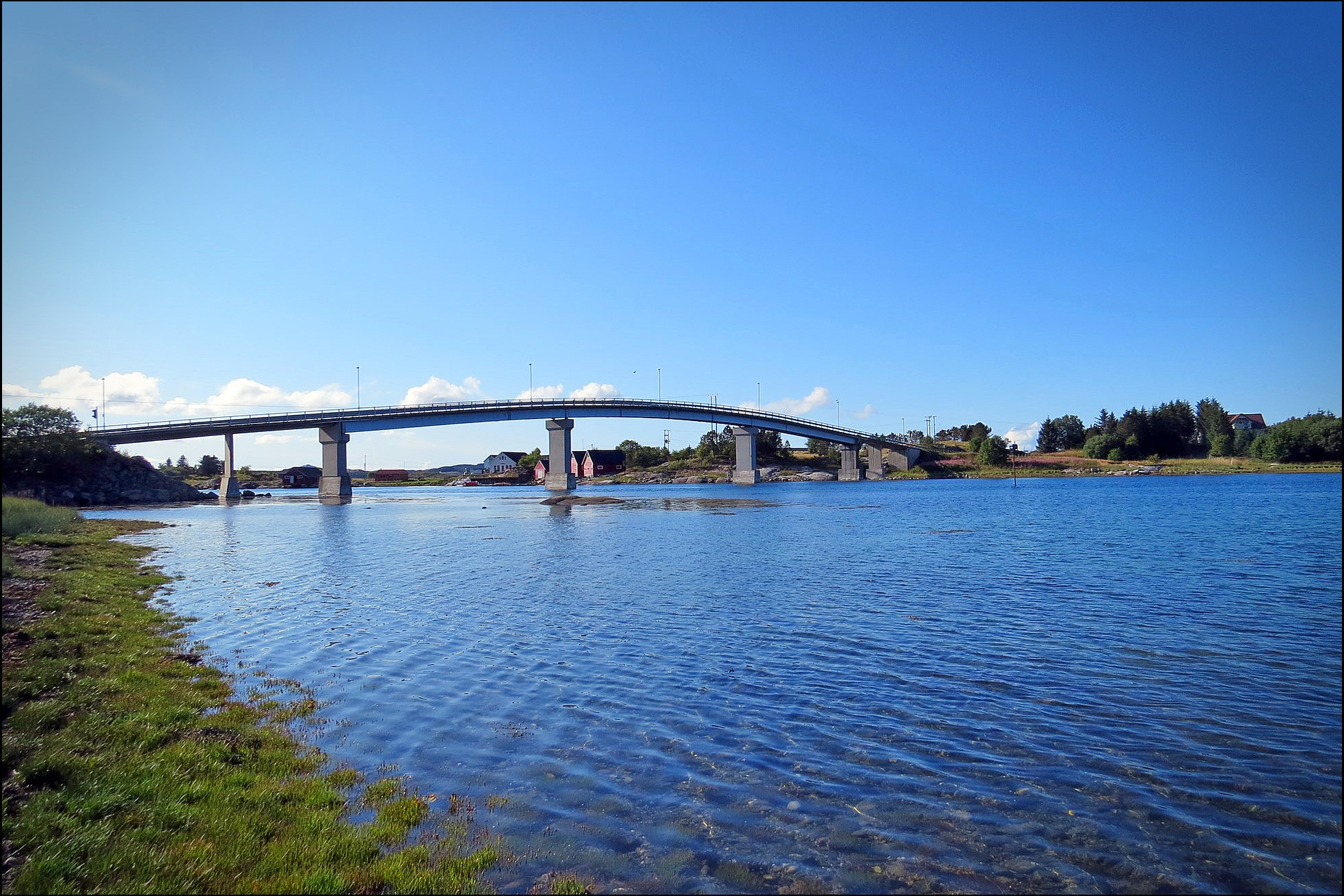
Le pont de Lauvøya